# Pemzija (1978.)
Pemzija je komična TV-novela Hrvatske televizije. Snimljena je 1978. godine i prikazana na Hrvatskoj televiziji (ondašnjoj Televiziji Zagreb) 22. srpnja 1978. u 18:40 na 1. programu. Snimljena je prema istoimenom djelu Joze Laušića.